# شونک
شونک (انگلیسی: SCHUNK) شرکت مهندسی آلمانی است،که در سال ۱۹۴۵ تأسیس شد.